# Władysław Kozdra
Władysław Kozdra (ur. 1 stycznia 1920 w Wysokiej, zm. 12 września 1986 w Koszalinie) – polski działacz państwowy i partyjny, poseł na Sejm PRL II, III, IV, V, VII i VIII kadencji. Budowniczy Polski Ludowej.

## Życiorys
Syn Stanisława i Marii, urodził się w rodzinie chłopskiej. Przed II wojną światową pracował jako pomocnik murarski i robotnik w cegielni, kształcił się także w warsztacie ślusarskim. Od 1937 należał do Polskiej Partii Socjalistycznej. W czasie wojny wstąpił do Polskiej Partii Robotniczej (w czerwcu 1943), walczył w szeregach Gwardii Ludowej i Armii Ludowej. W latach 1944–1945 był I sekretarzem Komitetu Gminnego PPR w Strzyżowie. Odbył kurs w Centralnej Szkole Partyjnej PPR w Łodzi i został I sekretarzem Komitetu Powiatowego w Rzeszowie, a w 1947 kierownikiem wydziału organizacyjnego Komitetu Wojewódzkiego PPR w Rzeszowie. Od 1948 należał do Polskiej Zjednoczonej Partii Robotniczej, w latach 1949–1951 odbył studia w Szkole Partyjnej przy KC PZPR w Warszawie. W 1964 ukończył studia zaoczne na Wydziale Humanistycznym Uniwersytetu Marii Curie-Skłodowskiej.
Od 1951 był zastępcą kierownika wydziału rolnego Komitetu Centralnego PZPR. Należał do KC PZPR w latach 1959–1981 (między III a IX Zjazdem partii). Kierował lokalnymi strukturami partyjnymi – był I sekretarzem Komitetu Wojewódzkiego w Lublinie (1956–1971) i w Koszalinie (1972–1980). Od sierpnia 1971 do października 1972 pełnił funkcję podsekretarza stanu (wiceministra) w Ministerstwie Leśnictwa i Przemysłu Drzewnego. W latach 1973–1980 przewodniczył Wojewódzkiej Radzie Narodowej w Koszalinie. W grudniu 1980 odwołany z funkcji partyjnych i przeniesiony na emeryturę, a rok później – na podstawie wyników kontroli Najwyższej Izby Kontroli, gdzie został oskarżony o przywłaszczenia na kwotę 750 tysięcy złotych – wydalony z partii. Uchwały o wydaleniu, podjętej przez struktury wojewódzkie partii, nie zatwierdziła Centralna Komisja Kontroli Partyjnej, która początkowo ukarała Władysława Kozdrę naganą z ostrzeżeniem, by kilka miesięcy później podjąć decyzję o zatarciu kary.
Pełnił mandat poselski w latach 1957–1972 i 1976–1985 (przez sześć kadencji). Na kolejnych kongresach Związku Bojowników o Wolność i Demokrację (1969, 1974, 1979) wybierany w skład Rady Naczelnej tej organizacji.

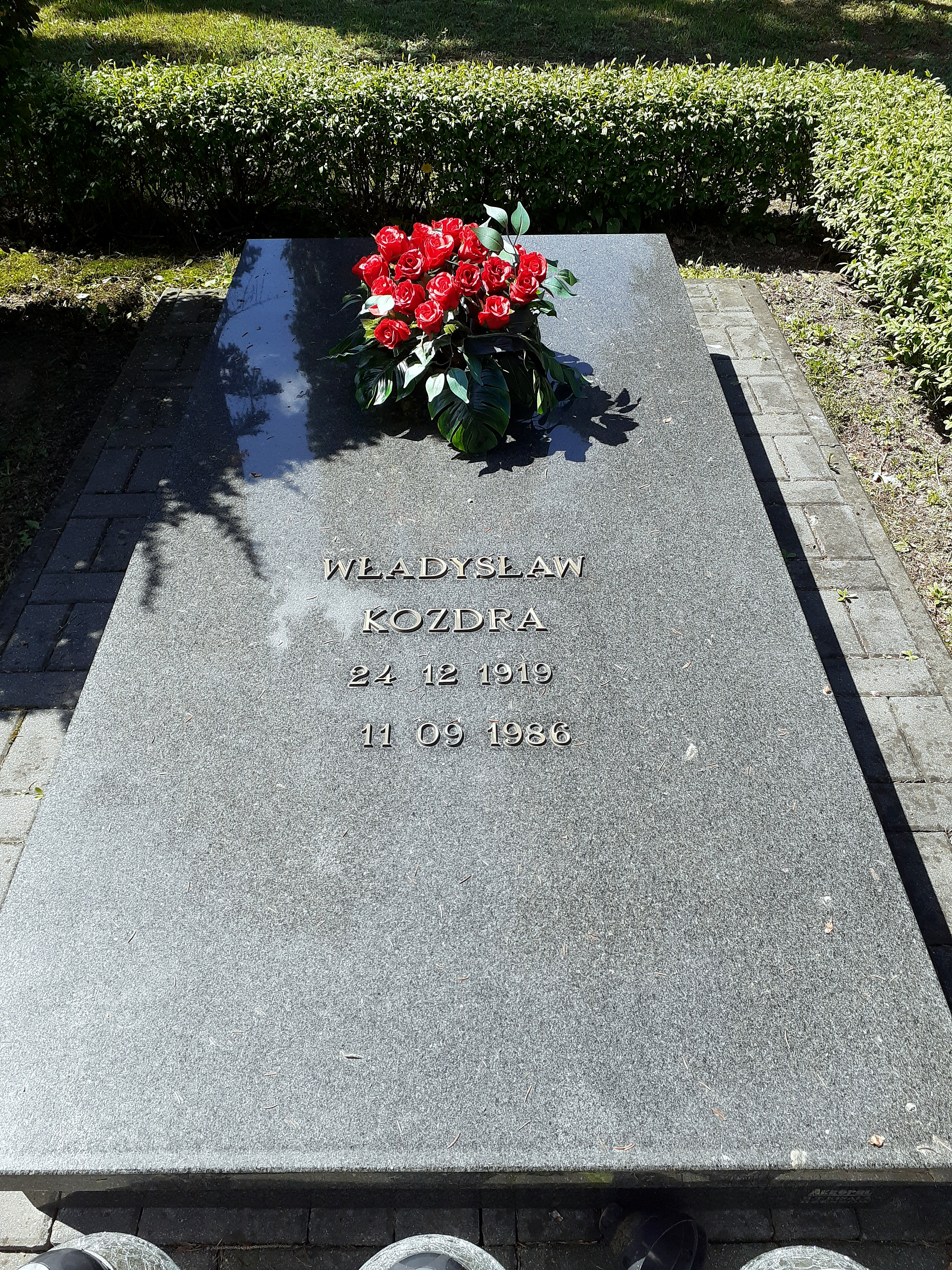
Nabrobek Władysława Kozdry

Został pochowany w alei zasłużonych na Cmentarzu Wilkowyja w Rzeszowie.

## Odznaczenia
- Order Budowniczych Polski Ludowej (1979)[2]
- Krzyż Komandorski z Gwiazdą Orderu Odrodzenia Polski
- Order Sztandaru Pracy I klasy (1964)[3]
- Order Sztandaru Pracy II klasy
- Srebrny Krzyż Zasługi (1950)[4]
- Krzyż Partyzancki
- Medal 30-lecia Polski Ludowej
- Medal 10-lecia Polski Ludowej
- Odznaka „Zasłużony Pracownik Rolnictwa” (1977)[5]
- Złoty Znak Związku Ochotniczych Straży Pożarnych (1965)[6]
- Odznaka „Zasłużony dla Leśnictwa i Przemysłu Drzewnego” (1982)[7]
- Złota honorowa odznaka Zrzeszenia Studentów Polskich (1965)[8]
- Złota odznaka 20-lecia UMCS (1964)[9]
- Medal 25-lecia UMCS „Nauka w służbie ludu” (1969)[10]
- Odznaka „Zasłużony dla województwa rzeszowskiego” (1972)[11]
- Medal pamiątkowy „Za zasługi dla Warszawskiego Okręgu Wojskowego” (1970)[12]
- Medal „Za zasługi dla Marynarki Wojennej” (1974)[13]
- Wpis do Honorowej Księgi Ludzi Czynu 40-lecia PRL Województwa Koszalińskiego (1985)[14]
- inne odznaczenia